# Kühlung durch Trocknung und Verdunstung
 Unter Kühlung durch Trocknung und Verdunstung versteht man die Kühlung der Luft durch Befeuchtung mit Wasser nach vorheriger Trocknung und Rückkühlung.

## Erläuterung
Dieses Kühlverfahren kommt ohne Kältemittel und Kompressor aus und wird hauptsächlich zur Kühlung der Zuluft in raumlufttechnischen Anlagen eingesetzt. Manchmal wird es auch als DCS (Desiccant Cooling Systems) oder DEC (Desiccative and Evaporative Cooling) bezeichnet.

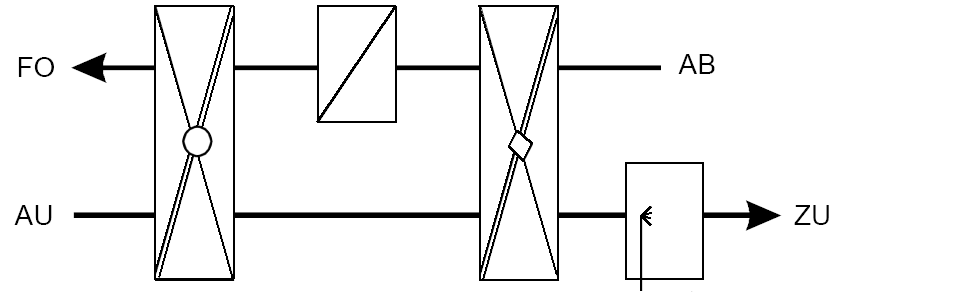
DEC-Prinzip

Das Bild zeigt ein Prinzipschaltbild einer solchen Anlage.

## Thermodynamisches Prinzip
- Warme Außenluft wird angesaugt und in einem Rotationsentfeuchter entfeuchtet. Dadurch steigt die Enthalpie (somit die Temperatur), der Wassergehalt sinkt.
- Diese Luft wird in einem Kreuzstromwärmeübertrager rückgekühlt. Dabei überträgt die Außenluft die Wärme an die Abluft.
- Im letzten Schritt wird die Luft befeuchtet. Dadurch sinkt die Temperatur. Die Zuluft wird in den Raum eingeblasen.

- Ein Erhitzer im Abluftstrom erwärmt die Abluft, so dass diese im Rotationsentfeuchter Feuchtigkeit aufnehmen kann. Damit wird der Rotor regeneriert.

Um diesen Prozess aus ökologischer und wirtschaftlicher Sicht sinnvoll betreiben zu können, muss die dem Abluftstrom zugeführte Energie möglichst kostengünstig sein. Geeignet ist z. B. Sonnenenergie, Fernwärme oder Abwärme eines BHKWs. 

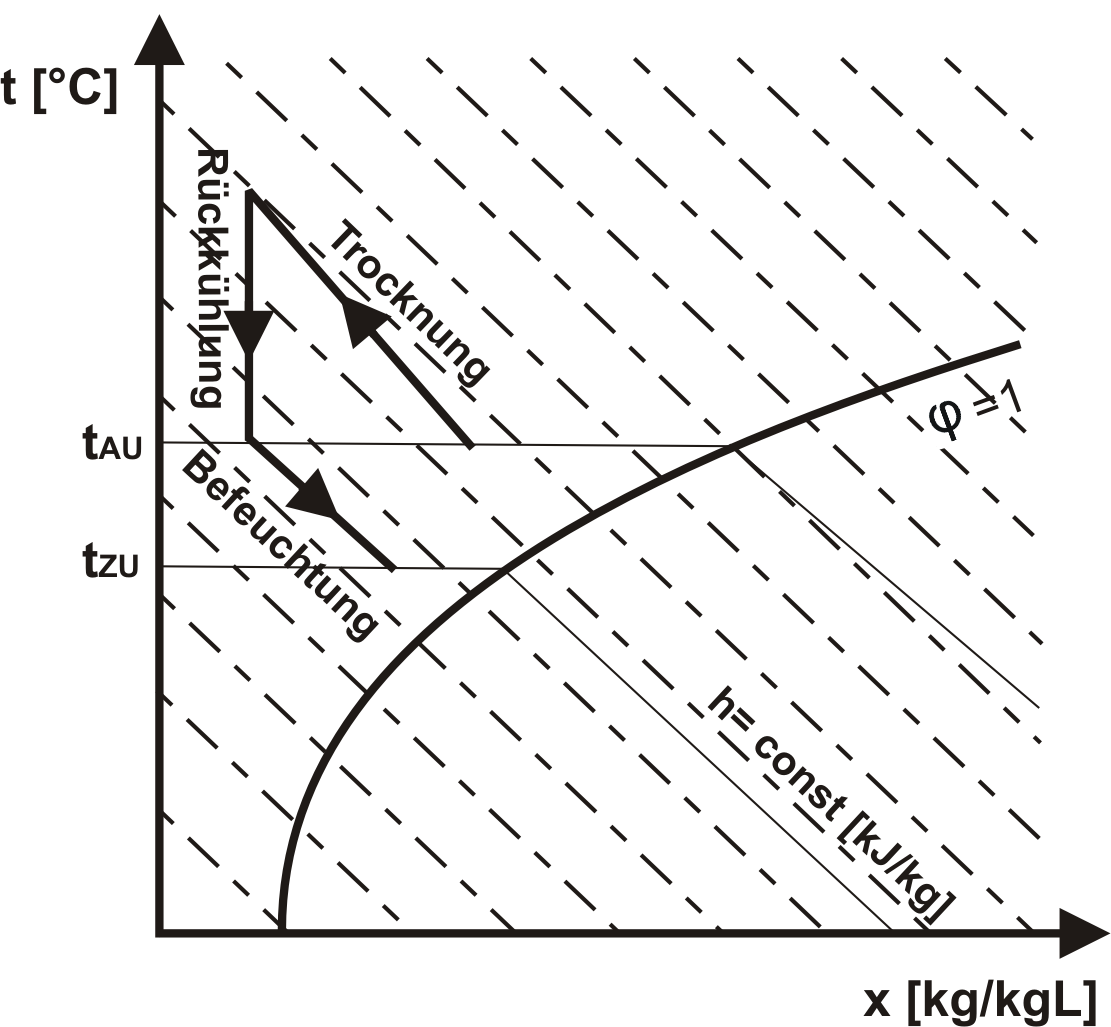
DEC-Verlauf h-x-Diagramm

Das Bild zeigt den prinzipiellen Verlauf im h-x-Diagramm (nicht maßstäblich).
Mit Hilfe der Abluft kann auch durch Verdunstungskälte (konkret Einnebeln von Wasser) gekühlt werden, da die Verdunstungskälte mittels Wärmerückgewinnung die Zuluft kühlt. Dies hat den Vorteil, dass das Wasser nicht mit der Zuluft in Kontakt gerät und daher die Wärmerückgewinnung keine hygienischen Anforderungen erfüllen muss. Es hat aber den Nachteil des Wasserverbrauchs (Abwassergebühren mitgerechnet).